# Swezeyula
Swezeyula is een geslacht van vlinders van de familie grasmineermotten (Elachistidae).

## Soorten
- S. lonicerae Zimmerman & Bradley, 1950